# Jesse Jane

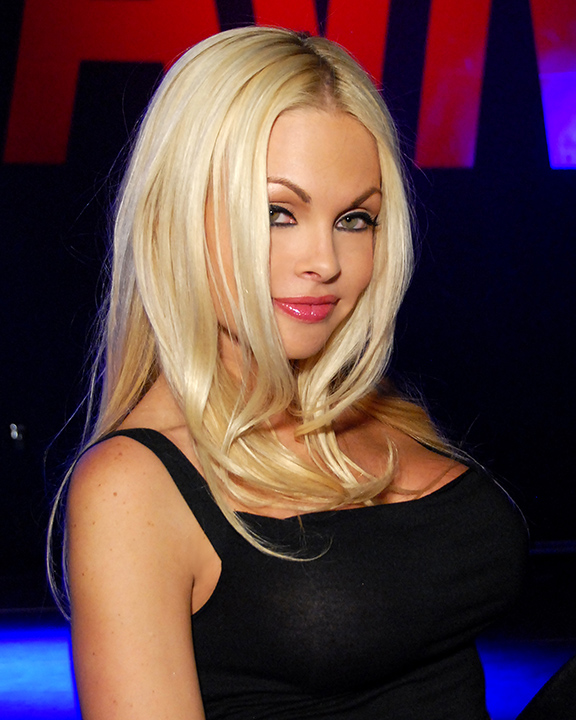
Jesse Jane auf der AVN Expo 2013

Jesse Jane (* 16. Juli 1980 in Fort Worth, Texas; † vor oder am 24. Januar 2024 in Moore, Oklahoma; bürgerlich Cindy Taylor) war eine US-amerikanische Pornodarstellerin und ein Fotomodell. Ab 2012 gehörte sie der Hall of Fame der XRCO und ab 2013 der Hall of Fame der AVN an, außerdem ab 2008 der von NightMoves. Jane hat mehr als 30 unterschiedliche Auszeichnungen für ihr Wirken erhalten, zehn davon als Beste Darstellerin bzw. Schauspielerin. Von 2002 bis 2014 war sie exklusiv bei Digital Playground unter Vertrag. Im Januar 2015 schloss sie einen Zweijahresvertrag als Darstellerin mit Jules Jordan Video ab.

## Leben

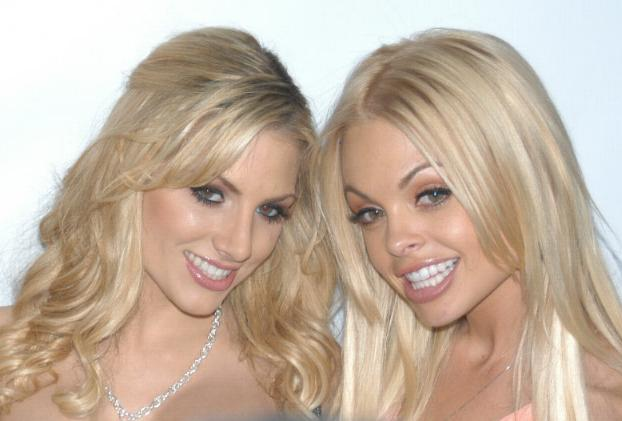
Jesse Jane (rechts) mit ihrer Freundin und Kollegin Teagan Presley bei der Premiere von Island Fever 4 (2006)

Nach ihrem Highschool-Abschluss mit Auszeichnung war die auf einer Militärbasis aufgewachsene Jane als Model für 5-7-9 und David’s Bridal tätig. Später wirkte sie in Werbespots für die amerikanische Restaurantkette Hooters mit. 2001 schaffte sie die Aufnahme in die Cheerleader-Mannschaft der Dallas Cowboys, musste aber wegen eines Motorradunfalls zurücktreten. Danach bewarb sich Jane für einen Modelwettbewerb für die Sonnenschutzmarke Hawaiian Tropic. Sie gewann die lokalen und regionalen Runden und war Finalistin. Während des Wettbewerbs in Hawaii beeindruckte sie den Regisseur von Baywatch – The Movie und bekam eine Statistenrolle. Im August 2002 wurde sie als Miss Photogenic ausgezeichnet und arbeitete in der Folgezeit als Bikini-Model. Ab Dezember 2002 stand sie für fast zwölf Jahre exklusiv bei der Produktionsfirma Digital Playground unter Vertrag (wie auch Tera Patrick, Devon, Jana Cova und Teagan Presley). Sie hat sich einer Brustvergrößerung unterzogen.
Im Jahr 2004 war Jane auf den Covers der Magazine Front, Hustler, Club, AVN zu sehen und in den Medien Maxim, The National Enquirer, Us Weekly, In Touch, The Globe, Star, Fox News und E!’s Celebrities Uncensored sowie in Howard Sterns Show präsent. Jane ist Sex Editor (Sex-Herausgeberin/Sex-Redakteurin) des Magazins Rock Confidential. Sie wurde vom Arena magazine in der Liste der „150 Hottest Women of All Time“ geführt. Ihr erster Pornofilm war No Limits mit Devon. Später spielte sie die Hauptrolle in Beat the Devil und dem Spielfilmporno Loaded mit Barrett Blade.

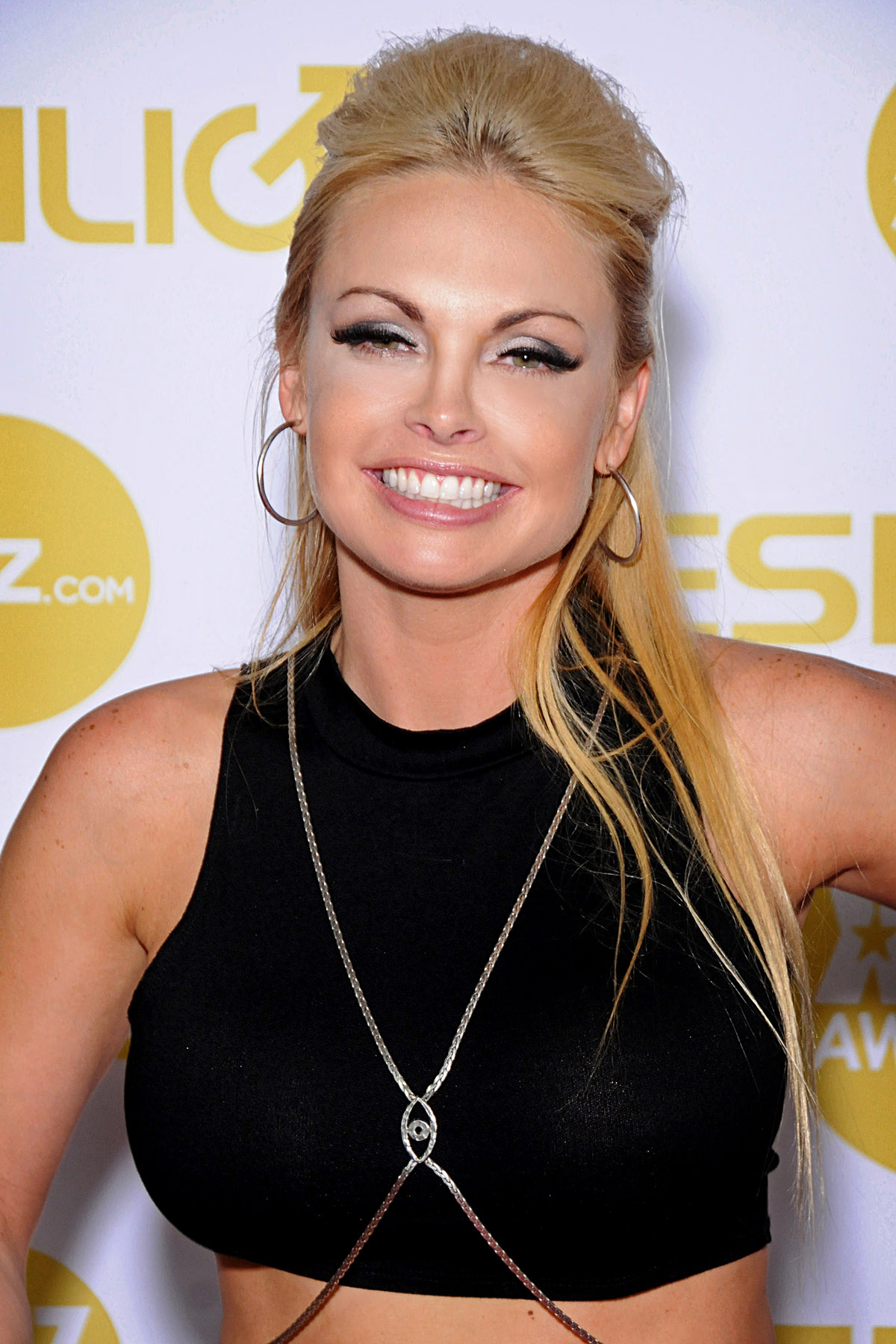
Jesse Jane bei den XBIZ Awards 2014

Sie spielte in dem bei den AVN Awards ausgezeichneten und ersten hochauflösenden Pornofilm auf WMV-HD-DVD Island Fever 3, gedreht auf Tahiti und Bora Bora, später auch in Island Fever 4. Jesse ist Gastgeberin der Internet-Show DP Tonight von Digital Playground. Zuletzt spielte sie in dem Piratenporno Pirates. Diese drei Titel (Island Fever 3/4 und Pirates) gehören auch zu DPs ersten Filmen auf HD DVD. Sie spielte 2008 die Hauptrolle in Pirates II: Stagnetti’s Revenge, einer 8-Millionen-Dollar-Produktion, die nach wie vor zu den teuersten Pornofilmen überhaupt zählt.
Die Internet Adult Film Database (IAFD) listet bis heute (Stand: Februar 2016) 120 Filme auf, in denen sie mitgespielt hat. 2017 gab sie das Ende ihrer Karriere als Pornodarstellerin bekannt, kehrte jedoch 2019 kurzfristig für eine Szene zurück.
2004 wurde Jesse Jane als eine von 30 bekannten Pornodarstellern von dem amerikanischen Fotografen Timothy Greenfield-Sanders in seinem Buch XXX: 30 Porn-Star Portraits und seiner HBO-Dokumentation Thinking XXX porträtiert.
Am 24. Januar 2024 wurde sie zusammen mit ihrem Freund tot in ihrer Wohnung aufgefunden. Jesse Jane starb an einer Überdosis der Drogen Fentanyl und Kokain.
Sie hinterließ einen 2000 geborenen Sohn.

## Mainstream-Film, Fernsehen und andere Medien
Jane war einer der wenigen Pornostars, die erfolgreich in den Mainstream-Hollywood-Filmen auftraten. Im Jahr 2003 hatte sie einen Auftritt ohne Namensnennung in Baywatch: Hawaiian Wedding und trat in der Reality-TV-Serie Family Business auf. 2004 hatte Jane einen Cameo-Auftritt im Film Starsky & Hutch. Jane ist auch auf dem Cover des Albums Desensitized der Musikband Drowning Pool und im Musikvideo Step up aus dem Jahr 2004 dieser Band zu sehen. Sie hatte einen Gastauftritt in der HBO-Dramedy-Serie Entourage. Sie trat auch in den Reality-Serien The Bad Girls Club und Gene Simmons Family Jewels auf.
In einer CNBC-Dokumentation aus dem Jahr 2009 mit dem Titel Porn: Business of Pleasure steht Jane im Mittelpunkt des letzten sechsminütigen Segments, in dem ihre Karriere und ihr Leben außerhalb der Pornoindustrie beschrieben werden. Später im selben Jahr trat sie in dem Film Middle Men auf. 2011 spielte sie in dem Film Bucky Larson: Born to Be a Star mit.
Sie drehte mehrere Low-Budget-Filme, darunter die noch nicht veröffentlichten Filme The Curse of the Zombie Pirates und Blackout Z.

## Auszeichnungen

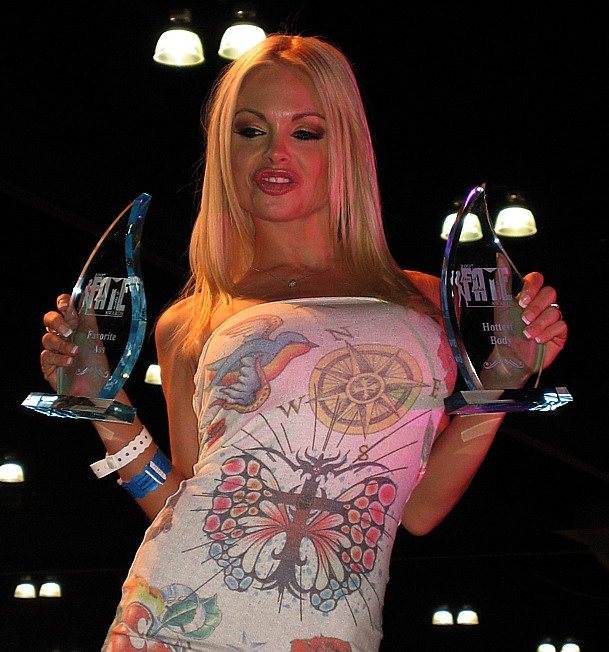
Jesse Jane mit ihrem F.A.M.E.-Award von 2007 für den heißesten Körper und dem Award einer Kollegin

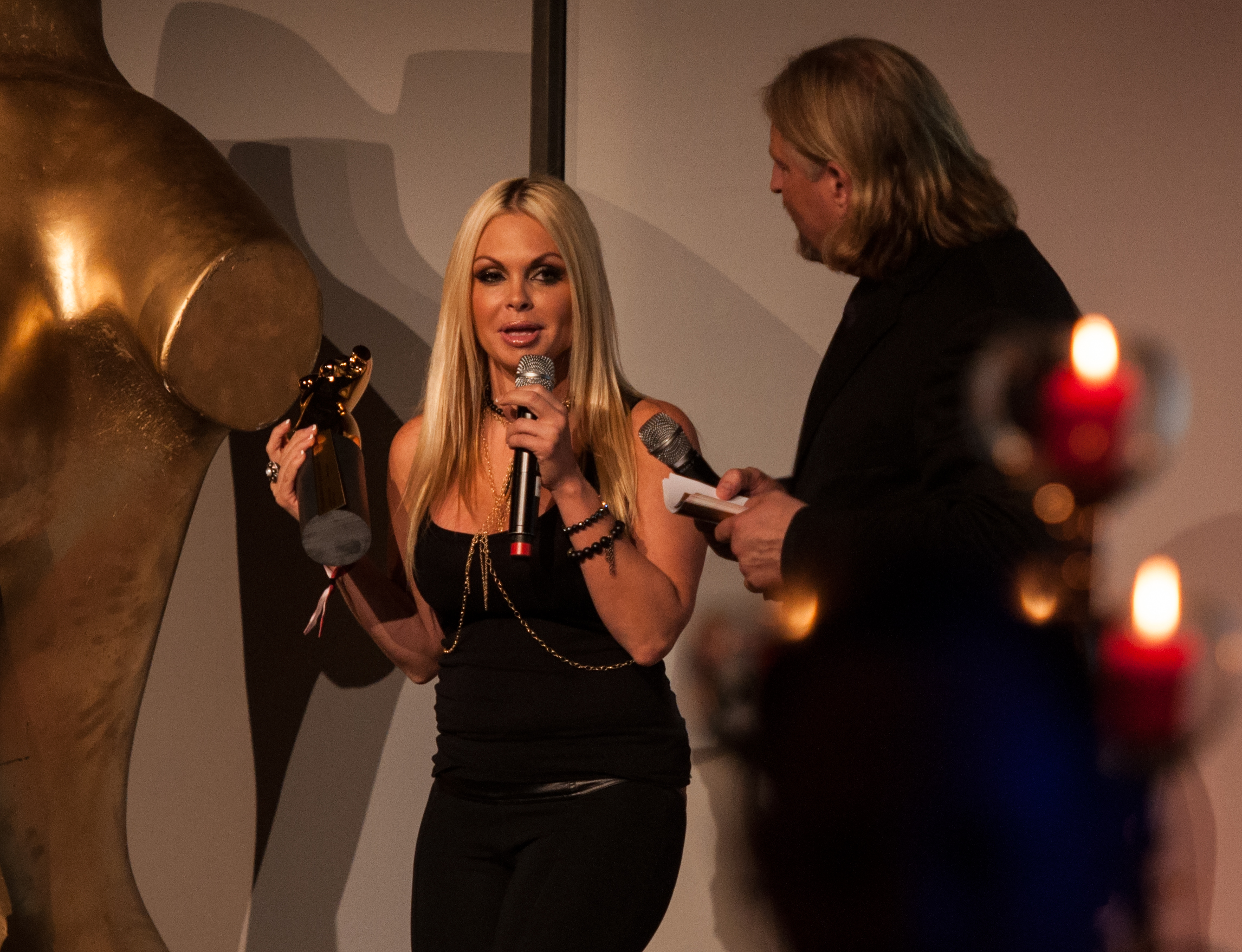
Jesse Jane bei der Verleihung des Venus Awards von 2014 für ihr Lebenswerk

- 2003: NightMoves Award als Best New Starlet (Editor’s Choice)
- 2004: Italienische Delta di Venere als Migliore Attrice Americano[20]
- 2004: Venus Award als Beste Amerikanische Schauspielerin
- 2004: CAVR Award als MVP of the Year
- 2006: AVN Award für Best All-Girl Sex Scene – Video (in Pirates,  mit Janine Lindemulder)
- 2006: NightMoves Award als Best Actress (Editor’s Choice)
- 2007: AVN Award für Best All-Girl Sex Scene – Video (in Island Fever 4, zusammen mit Teagan Presley, Jana Cova und Sophia Santi)[21]
- 2007: F.A.M.E. Award für Hottest Body
- 2007: Eroticline Award als Beste US-Darstellerin
- 2008: F.A.M.E. Award für Hottest Body
- 2008: Aufnahme in die NightMoves Hall of Fame
- 2008: Eroticline Award als Beste Darstellerin USA
- 2009: AVN Award für Best All-Girl Couples Sex Scene (in Pirates II: Stagnetti’s Revenge, mit Belladonna)[22]
- 2009: AVN Award für Best All-Girl Group Sex Scene (in Cheerleaders, mit Shay Jordan, Stoya, Adrianna Lynn,
Brianna Love, Lexxi Tyler, Memphis Monroe, Sophia Santi und Priya Rai)[22]
- 2009: F.A.M.E. Award für Hottest Body
- 2009: Hot d’Or als Meilleure actrice américaine in Pirates II: Stagnetti’s Revenge
- 2011: AVN Award für Best All-Girl Group Sex Scene (in Body Heat, mit Kayden Kross, Riley Steele, Katsuni und Raven Alexis)[23]
- 2011: AVN Award für Wildest Sex Scene (Fan Award) (in Body Heat, mit Kayden Kross, Riley Steele, Katsuni und Raven Alexis)[23]
- 2012: AVN Award als Best Supporting Actress in Fighters[24]
- 2012: AVN Award für Hottest Sex Scene (Fan Award) (in Babysitters 2, mit Riley Steele, Kayden Kross, Stoya, BiBi Jones und Manuel Ferrara)[24]
- 2012: Aufnahme in die XRCO Hall of Fame
- 2013: Aufnahme in die AVN Hall of Fame[25]
- 2013: XBIZ Award für Best Scene – All-Girl (in Mothers & Daughters, mit Kayden Kross, Riley Steele, Selena Rose und Vicki Chase)[26]
- 2014: XBIZ Award für Best Scene – Feature Movie (in Code of Honor, mit Stoya, Kayden Kross, Riley Steele, Selena Rose & Manuel Ferrara)
- 2014: Venus Award für das Lebenswerk[27]
- 2016: XBIZ Award für Best Sex Scene – Gonzo Release in Jesse: Alpha Female (mit Manuel Ferrara)

## Fernsehauftritte
- 2004: Howard Stern Show
- 2005: Howard Stern Show
- 2005: Entourage (Fernsehserie, Folge 2x09)

## Filmografie (Auswahl)
- 2003: Baywatch: Hawaiian Wedding
- 2003: Virtual Sex with … Jesse Jane
- 2003: Jesse Jane: Erotique
- 2003: Jack’s Playground 3
- 2004: Loaded
- 2004: Jack’s Playground 8
- 2004: Jack’s Playground 10
- 2004: Island Fever 3
- 2004: The Story Of J
- 2005: Devon: Erotique
- 2005: Teagan: Erotique
- 2005: Devon: Decadence
- 2005: Posh Kitten
- 2005: Pirates
- 2006: Jesse Jane: All-American Girl
- 2006: Jesse Jane: Sexual Freak
- 2006: Island Fever 4
- 2006: Jack’s POV 4
- 2007: Jesse’s Juice
- 2007: Jesse in Pink
- 2007: Babysitters
- 2007: Jack’s Teen America 19
- 2007: Jesse Jane Scream
- 2008: Jesse Jane Lust
- 2008: Jesse Jane Fuck Fantasy
- 2008: Cheerleaders
- 2008: Jack’s Playground 37
- 2008: Pirates II: Stagnetti’s Revenge
- 2009: Nurses
- 2009: Jesse Jane Atomic Tease
- 2009: Jesse Jane Breathe Me
- 2009: College Animals 4 (Frat Party)
- 2010: Fly Girls
- 2010: Jesse Jane Dirty Movies
- 2010: Bad Girls 3
- 2010: Jesse Jane Homework
- 2010: Body Heat
- 2011: Top Guns
- 2011: Titlicious 3
- 2011: Assassins
- 2011: Blackmail
- 2011: Fighters
- 2012: Bad Girls 8
- 2012: Jesse Jane Asking Price
- 2012: Mothers & Daughters
- 2012: Skip & Trace
- 2013: Bridesmaids
- 2019: Black & White 16
- 2019: Fixing For A Fuck 2
- 2019: Alexis Texas Boats and Hoes